# Спасс (Гаврилов-Ямский район)
Спасс — село в Гаврилов-Ямском районе Ярославской области России. Входит в состав Заячье-Холмского сельского округа Заячье-Холмского сельского поселения.

## География
Село находится в юго-восточной части области, в зоне хвойно-широколиственных лесов, на правом берегу реки Спирляди, при автодороге 78Н-0177, на расстоянии примерно 10 километров (по прямой) к северу от города Гаврилов-Ям, административного центра района. Абсолютная высота — 127 метров над уровнем моря.

### Климат
Климат характеризуется как умеренно континентальный, с умеренно холодной зимой и относительно тёплым летом. Среднегодовая температура воздуха — 3 — 3,5 °C. Средняя температура воздуха самого холодного месяца (января) — −13,3 °C; самого тёплого месяца (июля) — 18 °C. Вегетационный период длится около 165—170 дней. Годовое количество атмосферных осадков составляет 500—600 мм, из которых большая часть выпадает в тёплый период.

## История
Каменная церковь во имя Преображения Господня и Покрова Пресвятой Богородицы в селе Спасское-на-Спирляди построена в 1824 году. В селе располагалась усадьба гг. Одинцовых.
В конце XIX — начале XX века село входило в состав Еремеевской волости Ярославского уезда Ярославской губернии.
С 1929 года село входило в состав Заячье-Холмского сельсовета Гаврилов-Ямском районе, с 2005 года — в составе Заячье-Холмского сельского поселения.

## Население
| 1859 | 1914 | 2007 | 2010 |
| ---- | ---- | ---- | ---- |
| 148  | ↘140 | ↘6   | ↗15  |

### Национальный состав
Согласно результатам переписи 2002 года, в национальной структуре населения русские составляли 100 % из 9 чел.

## Достопримечательности
В селе расположена недействующая Церковь Спаса Преображения (1824).